# Geschiedenis van Mauritius
De gedocumenteerde geschiedenis van Mauritius begint bij zijn ontdekking door de Arabieren, gevolgd door die van de Europeanen en het verschijnen ervan op landkaarten in de vroege 16e eeuw. Mauritius werd achtereenvolgend gekoloniseerd door de Nederlanders, de Fransen en de Britten waarna het in 1968 onafhankelijk werd tijdens de dekolonisatieperiode.

## Ontdekking
Mauritius werd eerst ontdekt door de Arabieren. Het eerste geschiedkundige bewijs van het bestaan van het eiland Mauritius is te vinden op een kaart vervaardigd door de Italiaanse cartograaf Alberto Cantino in 1502. Cantino toont drie eilanden waarvan aangenomen wordt dat ze de Mascarenen (Réunion, Mauritius en Rodrigues) belichamen. De middeleeuwse Arabische wereld noemde de eilandenregio in het zuidwesten van de Indische Oceaan "Waqwaq".
Mauritius werd bezocht door de Portugezen tussen 1507 en 1513. Een officiële wereldkaart van Diogo Ribeiro beschrijft de eilanden van west naar oost als "Mascarenhas", "Santa Apolonia" en "Domingo Froiz". De drie eilanden Réunion, Mauritius en Rodrigues werden enkele jaren eerder per toeval ontdekt door een ontdekkingsexpeditie geleid door Tristão da Cunha naar de Baai van Bengalen. Door een tropische cycloon werden de expeditiereizigers gedwongen van koers te veranderen. Het schip Cirne – onder leiding van kapitein Diogo Fernandes Pereira – kreeg het eiland Réunion voor het eerst te zien op 9 februari 1507. De Portugezen gaven het eiland de naam Santa Apolonia. Mauritius werd tijdens dezelfde expeditie ontdekt en kreeg de naam "Cirne". Rodrigues kreeg de naam Diogo Fernandes. Vijf jaar later werden de eilanden bezocht door Dom Pedro de Mascarenhas die aan heel deze regio zijn naam toekende. De Portugezen schonken echter geen verdere aandacht aan deze geïsoleerde eilanden. Ze waren reeds vertegenwoordigd in Goa, aan de kust van Malabar, op het eiland Ceylon (nu gekend als Sri Lanka) en aan de Maleisische kust. Hun voornaamste Afrikaanse basis lag in Mozambique. Daarom verkozen de Portugese zeelui het Kanaal van Mozambique om het strategisch belangrijke India te bereiken. Ook de Comoren in het noorden bleken een meer praktische basis te zijn. Er werd dus geen permanente kolonie op het eiland gevestigd door de Portugezen.

## VOC-tijdperk en uitbouw eerste permanente menselijke nederzetting
In 1598 zette een Nederlandse expeditiegroep bestaande uit acht schepen koers naar het Indische subcontinent. Deze expeditie vertrok vanuit Texel en stond onder leiding van de admiralen Jaques Cornelius van Neck en Wybrandt van Warwyck. Na de passage voorbij de Kaap de Goede Hoop kwamen de schepen in slecht weer terecht waardoor ze werden gescheiden. Drie schepen vonden hun weg naar het noordoosten van Madagaskar terwijl de overige vijf schepen hergroepeerden en in zuidoostelijke richting zeilden. Op 17 september verscheen Mauritius in het zicht van de vijf schepen onder leiding van admiraal van Warwyck. Op 20 september bereikten ze de baai die de naam Port de Warwick (haven van Warwick) kreeg, nu bekend als Grand Port. De Nederlanders beslisten om het eiland "Prins Mauritz van Nassaueiland" te noemen naar Prins Maurits van het Huis van Nassau (Latijnse benaming: prins Mauritius), en naar het hoofdschip van de vloot, het schip "Mauritius". Uit die tijd bleef alleen de naam Mauritius over. Op 2 oktober hervatten de schepen koers naar Bantam.
Van dan af aan werd Port de Warwick gebruikt door Nederlanders als een tussenstop tijdens de lange tochten op zee. In 1606 kwamen schepen voor het eerst aan in wat later Port Louis zou worden in het noordwestelijke deel van het eiland. De expeditie, bestaande uit elf schepen en 1.357 manschappen onder leiding van admiraal Corneille, voer in de baai die ze "Rade des Tortues" (letterlijke vertaling: haven van de schildpadden) zouden noemen door het grote aantal landschildpadden dat daar gevonden kon worden. Vanaf dan verkozen Nederlandse scheepslui Rade des Tortues boven Port de Warwick als haven.
In 1615 zorgden de schipbreuk en dood van gouverneur Pieter Both – die terugkwam uit India met vier rijk gevulde schepen – in de baai ervoor dat Nederlandse scheepslui de route als vervloekt beschouwden. De route werd zo vaak mogelijk vermeden. Ondertussen begonnen ook Britten en Denen met het ondernemen van tochten over de Indische Oceaan. Zij die op het eiland aankwamen, namen naar eigen behoeven kostbaar ebbenhout mee dat destijds in overvloed voorkwam op het gehele eiland.

### Nederlandse kolonisatie (1638-1710)

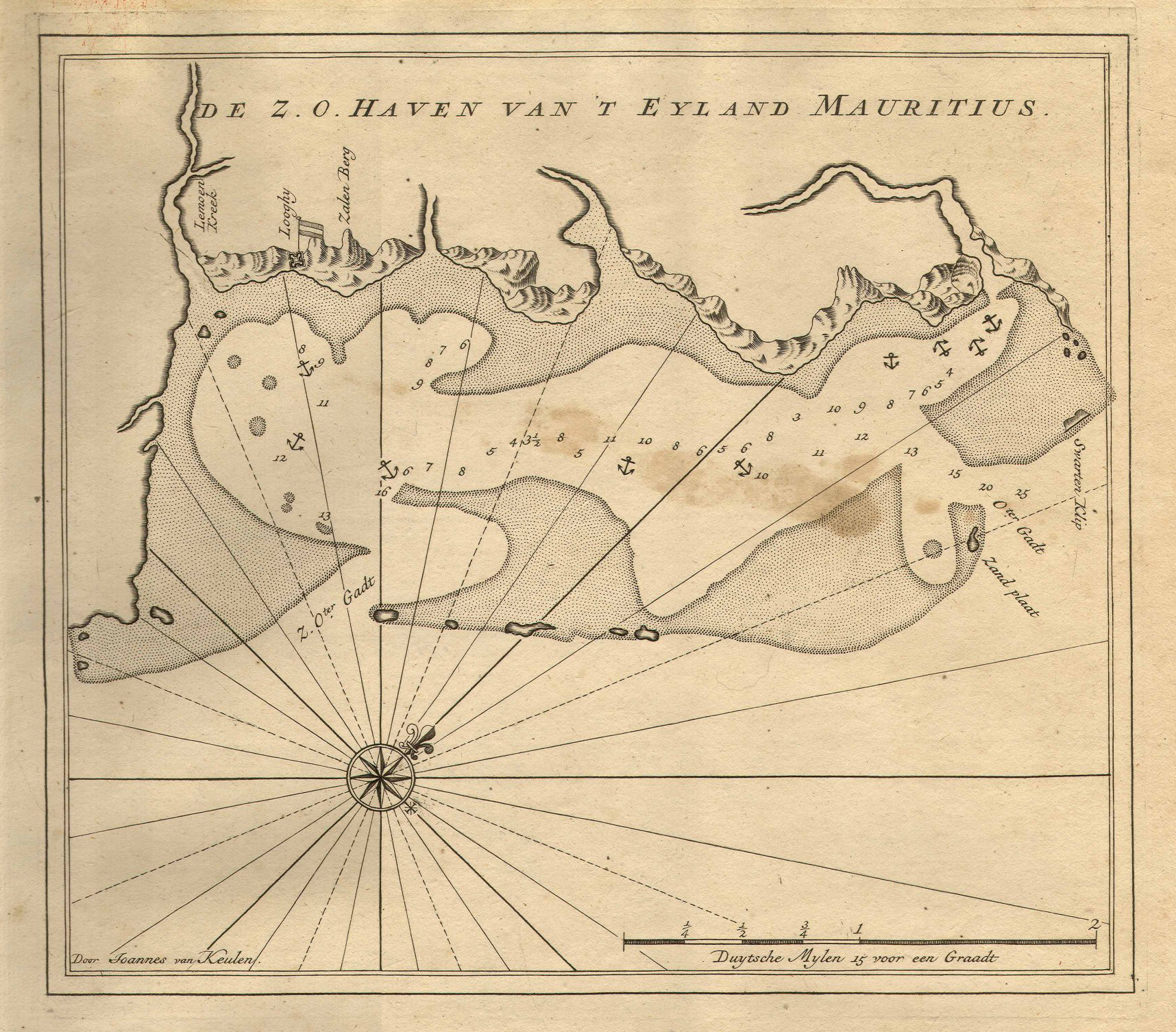
Nederlandse kaart van de Mauritiaanse kust

De Nederlandse kolonisatie begon in 1638 en eindigde in 1710 met een korte onderbreking tussen 1658 en 1666. Talloze gouverneurs werden aangewezen maar door cyclonen, droogtes, pestepidemieën, een gebrek aan voedsel en ziektes werd het eiland uiteindelijk definitief verlaten in 1710.
Het eiland werd niet permanent bewoond gedurende de eerste veertig jaren na zijn ontdekking door de Nederlanders. In 1638 stichtte Cornelius Gooyer echter de eerste permanente Nederlandse nederzetting op Mauritius met een garnizoen van 25 personen. Hij werd aldus de eerste gouverneur van het eiland. In 1639 kwamen er nog twintig mannen aan om de Nederlandse kolonie te versterken. Gooyer ontving de instructies om het commerciële potentieel van het eiland te ontwikkelen. Hij verzaakte echter in zijn opdracht en werd vervolgens teruggeroepen. Zijn opvolger was Adriaan van der Stel die de export van ebbenhout op poten zette. Met dat doel haalde Van der Stel 105 Maleisische slaven naar het eiland. In de eerste week slaagden zestig van deze slaven erin om te ontsnappen in het bos. Ongeveer twintig van hen werden opnieuw gevangen.
In 1644 werden de eilandbewoners geconfronteerd met maandenlange ontberingen door de vertraagde aankomst van bevoorradingsschepen, slechte oogsten en cyclonen. Gedurende deze maanden waren de kolonialen op zichzelf aangewezen voor het verzamelen van voedsel met behulp van jagen en vissen. Van der Stel haalde desalniettemin 95 extra slaven vanuit Madagaskar vooraleer hij werd overgeplaatst naar Ceylon. Jacob van der Meersh was zijn opvolger. In september 1648 verliet Van der Meersh Mauritius en werd hij opgevolgd door Reinier Por.
In 1652 kregen de bewoners het opnieuw hard te verduren, zowel de kolonisten als de slaven. De populatie bedroeg toen ongeveer honderd zielen. Door de ontberingen werd het commerciële potentieel van het eiland aangetast en een terugtrekking werd bevolen in 1657. Op 16 juli 1658 verlieten alle personen het eiland op een scheepsjongen en twee slaven na die zich hadden verstopt in de wouden. De eerste poging van de Nederlanders om Mauritius te koloniseren was bijgevolg mislukt.
In 1664 werd een tweede poging ondernomen maar ook deze poging verliep slecht doordat de aangewezen personen hun zieke leider, Van Niewland, achterlieten waarna hij zou sterven.
Van 1666 tot 1669 leidde Dirk Jansz Smient de nieuwe kolonie vanuit Port de Warwick met het ontginnen en exporteren van ebbenhout als de voornaamste activiteit. Wanneer Smient het eiland verlaat, wordt hij vervangen door George Frederik Wreeden die in 1672 de verdrinkingsdood sterft met vijf andere kolonisten bij een expeditie. Hubert Hugo werd zijn opvolger. Hij werd beschouwd als een persoon met een visie voor Mauritius en probeerde het eiland te veranderen in een landbouwkolonie. Zijn superieuren deelden de visie van Hugo echter niet waardoor hij zijn pogingen moest staken. Hugo verliet het eiland in 1677 en Isaac Johannes Lamotius werd de daaropvolgende gouverneur. Hij leidde de kolonie tot 1692, toen hij werd gedeporteerd naar Batavia voor een proces nadat hij een koloniaal had vervolgd wiens vrouw weigerde in te gaan op zijn avances. Roelof Diodati werd de nieuwe gouverneur in 1692. Ook hij stuitte op problemen zoals cyclonen, pestepidemieën, ziektes bij het vee en droogtes in zijn pogingen om het eiland te ontwikkelen. Uiteindelijk gaf Diodati het op en Abraham Momber van de Velde werd aangesteld als de nieuwe gouverneur. Ook hij slaagde er niet in om het eiland om te bouwen tot een stabiele kolonie, maar hij bleef wel de laatste Nederlandse gouverneur totdat het eiland in 1710 door de Nederlanders werd verlaten.
De Nederlandse kolonialen behandelden de slaven onder hun supervisie slecht. Revoluties werden sterk onderdrukt en bestraft. Er zijn gevallen bekend waarbij lichaamsdelen van slaven werden geamputeerd en tentoongesteld aan andere slaven om als voorbeeld te dienen. Ook werden er executies van slaven uitgevoerd bij zonsondergang.

### Nalatenschap van de Nederlanders

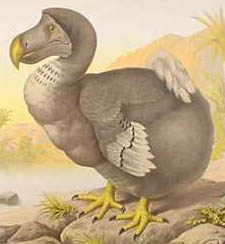
Het uitsterven van de endemische dodo wordt grotendeels toegeschreven aan de Nederlandse kolonisten

De Nederlanders zijn verantwoordelijk voor de huidige naamgeving van het eiland Mauritius en voor vele regio's op het eiland. Zo is er bijvoorbeeld de berg Pieter Both en de Vandermeershregio nabij Rose-Hill. Ook introduceerden de Nederlanders suikerplanten vanuit Java. Tot slot veroorzaakten de Nederlanders ook blijvende schade aan de Mauritiaanse biodiversiteit door het decimeren van de dodopopulatie en de grote landschildpadden door het bejagen ervan en het introduceren van competitieve diersoorten en huisdieren. Bovendien werden grote stroken bos ontgonnen voor het exploiteren van ebbenhout.

## Franse zeggenschap (1710-1810)

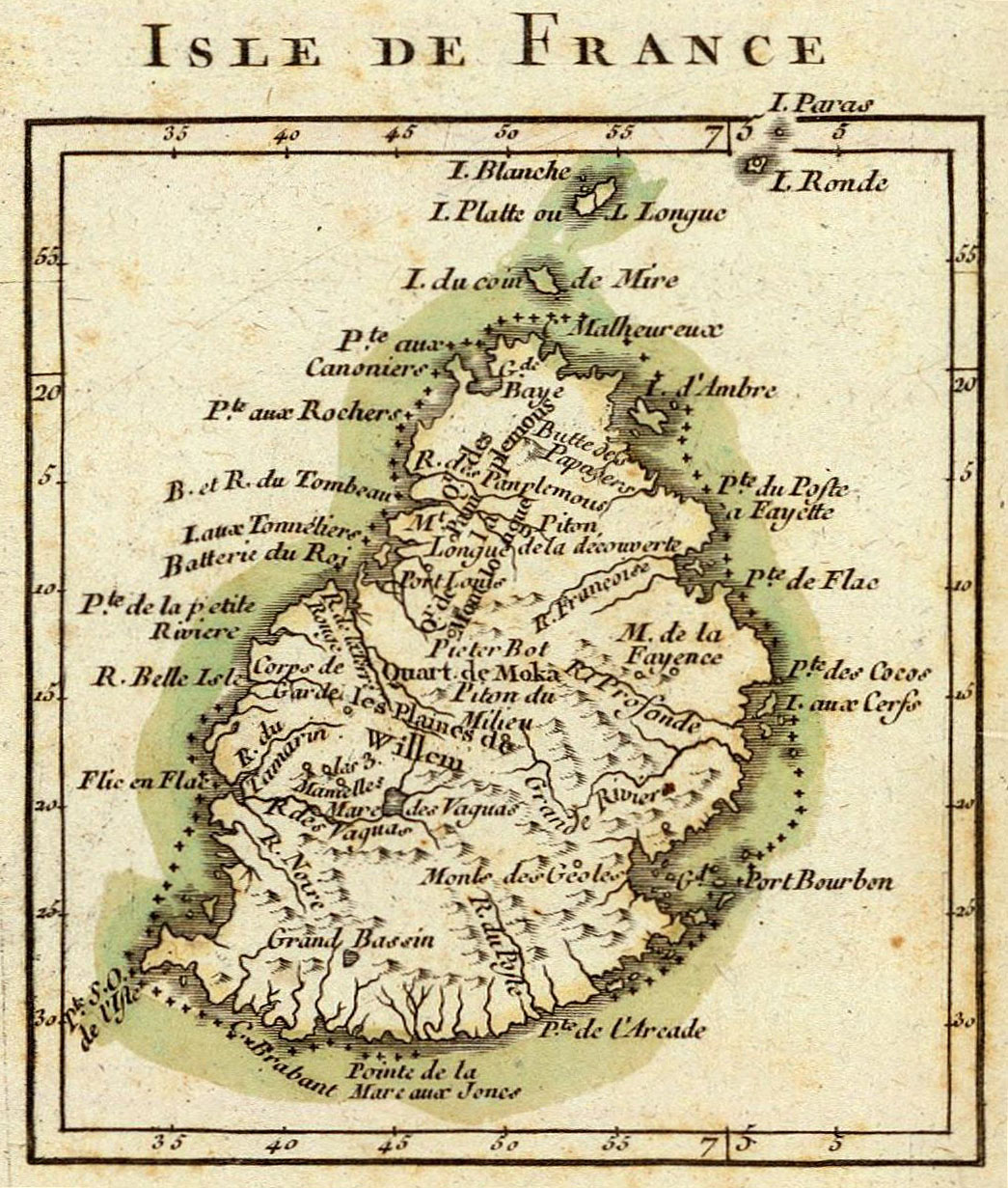
Een Franse kaart uit 1791 die Mauritius uitbeeldt (toen bekend onder de naam Isle de France)

Nadat het eiland door de Nederlanders verlaten was, werd het een Franse kolonie. In september 1715 kwam Guillaume Dufresne d'Arsel aan en benoemde hij het eiland als Isle de France. De Fransen vonden dat Mauritius van strategisch belang was doordat het op de route naar India lag. Pas in 1721 begonnen de Fransen met het bezetten van dit eiland. In 1735 werd Isle de France pas echt ontwikkeld toen de Franse gouverneur Mahé de La Bourdonnais op het eiland aankwam.
Mahé de La Bourdonnais heeft van Port Louis een marinebasis gemaakt. Ook werden er onder zijn supervisie schepen gebouwd en talloze gebouwen vervaardigd waarvan er enkele nog steeds bestaan: een deel van het regeringshuis en Chateau de Mon Plaisir in Pamplemousses bijvoorbeeld. Het eiland viel onder administratie van de Franse Oost-Indische compagnie die haar aanwezigheid behield tot 1767.
Tijdens de napoleontische oorlogen werd Isle de France een basis waarbij Franse kapers succesvol Britse commerciële schepen aanvielen. Deze georganiseerde overvallen hielden aan tot 1810 toen een sterke Britse expeditie naar het eiland werd gestuurd om Isle de France te bemachtigen. Een daaraan voorafgaande aanval op Grand Port werd afgeslagen in augustus 1810 maar de hoofdaanval gelanceerd in december van hetzelfde jaar vanuit Rodrigues - dat al veroverd was door de Britten in hetzelfde jaar - was succesvol. Daarvoor was Rodrigues alleen bezocht door de Britten met het oog op drinkwater en voedsel in 1809. De Britten kwamen in groten getale aan op het noorden van het eiland en overwonnen de Fransen aan een snel tempo waarna de Fransen zich overgaven. In het Verdrag van Parijs van 1814 werd beslist het Isle de France te hernoemen naar Mauritius. Het eiland werd daarbij afgestaan door de Fransen aan de Britten, samen met Rodrigues en de Seychellen. Tijdens de capitulatie van de Fransen werd door de Britten gegarandeerd dat ze de oorspronkelijke talen, gebruiken, wetten en tradities van de bewoners zouden respecteren.

## Britse zeggenschap (1810-1968)
Op 3 december 1810 werd Mauritius ingenomen door de Britten onder leiding van Josias Rowley. Hun bezit van het eiland werd vier jaar later bevestigd in het Verdrag van Parijs (1814). Franse instituties zoals de napoleontische Codex werden behouden. De Franse taal was op dat moment nog steeds meer wijdverspreid dan de Engelse.
De Britse administratie begon onder Robert Townsend Farquhar als gouverneur en bracht een groot aantal sociale en economische veranderingen teweeg. Een van de meest belangrijke gebeurtenissen was de afschaffing van de slavernij op 1 februari 1835. De eigenaars van de suikerrietplantages ontvingen een compensatie van twee miljoen pond sterling ter compensatie van het verlies aan slaven die geïmporteerd werden uit het Afrikaanse vasteland en Madagaskar tijdens de Franse bezitting. Tussen 1879 en 1883 was Sir George Ferguson Bowen gouverneur.
In de jaren '20 ontstonden er conflicten tussen de Indische gemeenschap (voornamelijk arbeiders op de suikerrietplantages) en Franco-Mauritianen die uitmondden in de dood van vooral Indische eilandbewoners. Deze Indo-Mauritianen zijn nog steeds een belangrijke minderheid op het eiland; door de afschaffing van de slavernij in 1835 kwamen Indische immigranten in Mauritius aan in de 19de eeuw via de Aapravasi Ghat. Zij vervingen de voormalige slaven als arbeiders. De immigranten werden geconfronteerd met harde omstandigheden en een gebrek aan respect van de plantage-eigenaars. Als gevolg daarvan werd de Mauritiaanse Arbeiderspartij opgericht in 1936 door Maurice Cure om de belangen van deze arbeiders te verdedigen. Een jaar later werd Cure opgevolgd door Emmanuel Anquetil die de steun van havenarbeiders trachtte te verkrijgen. Na diens dood nam Guy Rozemont de partijleiding over.
Mauritius is demografisch gezien een mozaïek van volkeren waarbij er inwoners met Indische, Chinese (de eerste vervangarbeiders na de afschaffing van de slavernij) waren Chinees en Maleisisch van origine), Afrikaanse en Europese afkomst zijn. Dit heeft een hybridisatie en interculturele fricties en dialogen als gevolg.

## Onafhankelijkheid van Mauritius
Het organiseren van verkiezingen in 1947 voor het pas gecreëerde "legislative assembly" (een specifiek type van parlement voor landen in het Commonwealth) betekende een eerste stap in de richting van zelfbeschikking voor Mauritius. Deze verkiezingen werden gewonnen door de Labour Party, geleid door Guy Rozement. Het was de eerste keer dat de elitaire Franstaligen hun monopolie op de macht verloren.
Een onafhankelijkheidscampagne verkreeg het momentum na 1961 waarbij de Britten akkoord gingen met het toekennen van meer autonomie en uiteindelijk ook onafhankelijkheid. Een coalitie bestaande uit de Mauritiaanse Arbeiderspartij (MLP), het Moslim Comité voor Actie (CAM) van Sir Abdool Razack Mohamed en de Independent Forward Bloc (IFB) - een traditionele Hindoepartij - wonnen een electorale meerderheid in 1967 in het parlement; ondanks oppositie van Franco-Mauritianen en Creolen in de vorm van de Mauritiaanse Sociaaldemocratische Partij (PMSD) van Jules Koenig en de partij van Sir Gaetan Duval (OC).
De verkiezingsstrijd werd in Mauritius beschouwd als een referendum voor onafhankelijkheid. De verkiezingen werden met een kleine marge gewonnen.
Op 3 oktober 2024 kondigden de Britse en Mauritiaanse regeringen in een gezamenlijke verklaring de overdracht van de soevereiniteit van de archipel aan Mauritius aan. Het eiland Diego Garcia, waar de militaire basis Camp Justice zich bevindt, vormde de enige uitzondering op dit nieuwe verdrag. Het bestuur werd door de Mauritiaanse regering voor een periode van ten minste 99 jaar overgedragen aan het Verenigd Koninkrijk. Op 22 mei 2025 ondertekende de Britse premier Kier Starmer de formele overeenkomst over de overdracht van de soevereiniteit van de Chagoseilanden aan Mauritius. Volgens de voorwaarden van de overeenkomst werden het strategische atol Diego Garcia en de bijbehorende bufferzone van 38 kilometer onmiddellijk teruggegeven aan het Verenigd Koninkrijk. Deze overeenkomst maakt de voortzetting van de gezamenlijke Anglo-Amerikaanse basis op het eiland voor de komende 99 jaar mogelijk, met een verlenging van 40 jaar en een daaropvolgend recht van voorkoop. Mauritius ontvangt de eerste drie jaar een jaarlijkse huurbetaling van £ 165 miljoen van het Verenigd Koninkrijk, gevolgd door £ 120 miljoen per jaar gedurende de volgende tien jaar. Daarna wordt deze jaarlijkse betaling van £ 120 miljoen geïndexeerd aan de inflatie.
Geschiedenis van:
Algerije · Angola · Benin · Botswana · Burkina Faso · Burundi · Centraal-Afrikaanse Republiek · Comoren · Congo-Brazzaville · Congo-Kinshasa · Djibouti · Egypte · Equatoriaal-Guinea · Eritrea · Ethiopië · Gabon · Gambia · Ghana · Guinee-Bissau · Guinee-Conakry · Ivoorkust · Kaapverdië · Kameroen · Kenia · Lesotho · Liberia · Libië · Madagaskar · Malawi · Mali · Marokko · Mauritanië · Mauritius · Mozambique · Namibië · Niger · Nigeria · Oeganda · Rwanda · Sao Tomé en Principe · Senegal · Seychellen · Sierra Leone · Soedan · Somalië · Somaliland · Swaziland · Tanzania · Togo · Tsjaad · Tunesië · Westelijke Sahara · Zambia · Zimbabwe · Zuid-Afrika · Zuid-Soedan
Noord-Afrika · West-Afrika